# Trochosmilia
Trochosmilia is een uitgestorven geslacht van neteldieren uit de klasse van de Anthozoa (bloemdieren).

## Soort
- Trochosmilia cornicula (Michelin, 1846) †